# Festung Arad
Die Festung Arad (rumänisch Cetatea Aradului) befindet sich am linken Maroschufer, im IX. Bezirk Subcetate der Stadt Arad, in Rumänien. Sie wurde im 18. Jahrhundert als Teil der Militärgrenze zum osmanischen Reich gebaut. Im Laufe der Jahrhunderte wurde die Festung als Militärstützpunkt und als Militärgefängnis genutzt. Seit 1999 ist das rumänisch-ungarische Friedensbataillon (PSO) in der Festung Arad untergebracht.

## Geschichte
Nach dem Sieg am Kahlenberg bei Wien (1683), der das  Ende der türkischen Hegemonialherrschaft einleitete, begann die habsburgische Armee 1685 eine großangelegte Offensive in Richtung Osten.
Im Jahre 1687, nach der Schlacht bei Mohács wurde Arad von der Türkenherrschaft befreit. Die strategisch günstige Lage der Stadt veranlasste Prinz Eugen von Savoyen bereits im Jahr 1689 die Pläne zum Wiederaufbau der ehemaligen türkischen Festung auszuarbeiten. Nachdem die Kaiserin Maria Theresia den Bau der Festung veranlasste, entwarf der österreichische General und Architekt Ferdinand Philipp von Harsch die Baupläne im Vauban–Tenaille Stil. Die Bauarbeiten dauerten 20 Jahre (1763–1783) und wurden von Johann Georg Haruckern geleitet. Da die Festung zwar bei Arad, aber jenseits des Flusses auf dem Gebiet des damaligen Komitats Temes im Banat lag, erfolgte die Erbauung und Finanzierung der Festung und der militärischen Gebäude unter der Ägide der Temeswarer Landesadministration.
Durch den Frieden von Karlowitz (1699) wurde die Grenze zwischen dem osmanischen Reich und der Habsburgermonarchie entlang der Marosch festgelegt. Arad wurde zum Zentrum der österreichischen Militärgrenze. Im August des Jahres 1699 wurden die ersten Grenztruppen aus den Reihen der Serben rekrutiert und nach Arad abkommandiert.
Die Stammgarnison der Festung war das 33. Infanterieregiment der kaiserlich-habsburgischen Armee. Allerdings verlor die Festung Arad nach dem letzten Türkenkrieg ihre strategische Bedeutung, sie wurde nie belagert, und die Tauglichkeit des neuen Systems konnte zu keinem Zeitpunkt in der Praxis überprüft werden.
Im Gebäudetrakt neben der katholischen Kirche, die sich im Zentrum der Festung befand, wohnten Franziskanische Mönche (Minoriten). Bis 1918 war die Festung auch eines der größten Militärgefängnisse des Reiches.

## Beschreibung
Die Festung ist in Form eines sechseckigen Sterns angelegt und mit sechs Basteien versehen, die insgesamt 296 Schießscharten aufweisen. Die drei Mauern, die die Festung umgeben, sind aus Stein gebaut, wobei die Zwischenräume mit Erde gefüllt sind. Eine Mauer hat die Breite von drei Metern. Ursprünglich war die Festung von drei Schanzen umgeben, die bei Bedarf mit Wasser aus der Marosch geflutet werden konnten. Der Umfang der Arader Festung betrug 3180 Meter.
Die noch heute erhaltene Festung wurde auf einer Halbinsel errichtet. Ihr Grundriss entspricht einem regelmäßigen Sechseck mit abwechselnd ein- und ausspringenden Winkeln. Der innere Ring wurde von sechs Bastionen geschützt. Vor dem inneren Ring wurden sechs Ravelins und zwölf Lunetten errichtet, die die Reduite der Enveloppes bilden. Die gesamte Anlage wird durch einen rund um die Festung laufenden gedeckten Graben umschlossen. Im Unterschied zum System Vaubans wurden die Kurtinen in einem tenaillierten System angelegt, die Polygonseiten sind einwärts gebrochen. Auch die Hauptumfassung verfügt über schwach tenaillierte Fronten. Im Unterschied zur alten Festung wurde die neue Anlage kasemattiert. Die Ravelins weisen die gleiche Höhe wie die Kurtinen auf. Sämtliche Verteidigungsgänge wurden gedeckt ausgeführt.
Der Neubau der Festung Arad war der einzige Fall, in dem österreichische Festungsingenieure ein neues, eigenes System entwickelten. Mit den Neuerungen versuchte Graf Harsch, die französische Manier zu überwinden. Das gesamte System weist typische Merkmale des Festungsbaues aus der Zeit vor dem Beginn der sogenannten französischen Manier im habsburgischen Fortifikationswesen auf. Dazu zählen neben dem viereckigen Grundriss und den Basteien die relativ langen Kurtinen, die für die Zeit vor Vauban üblich waren.
Das Haupttor und der Gebäudekomplex innerhalb der Festung waren in barockem Stil errichtet.  Im Inneren der Festung befanden sich Gebäude der Militärverwaltung, der Wache und das Kloster, das auch ein Krankenhaus und eine katholische Kirche in barockem Stil beherbergte. Die letzten Mönche, Angehörige des Ordens Johannes Capistranus, verließen 1861 das Kloster.
Die Festung war mit drei Reihen unterirdischer Bunker versehen. Insgesamt betrugen die Kosten für den Bau der Festung drei Millionen österreichische Gulden. Heute dient die Festung als Kaserne. Als militärischer Stützpunkt kann die Festung nicht besichtigt und nicht fotografiert werden.
Seit dem Jahr 2000 führt die Stadtverwaltung Verhandlungen mit dem Verteidigungsministerium zur Umgestaltung der Festung in ein touristisches Zentrum. Diese Bestrebungen blieben jedoch bisher aus finanziellen Gründen ohne Erfolg.

## Militärgefängnis

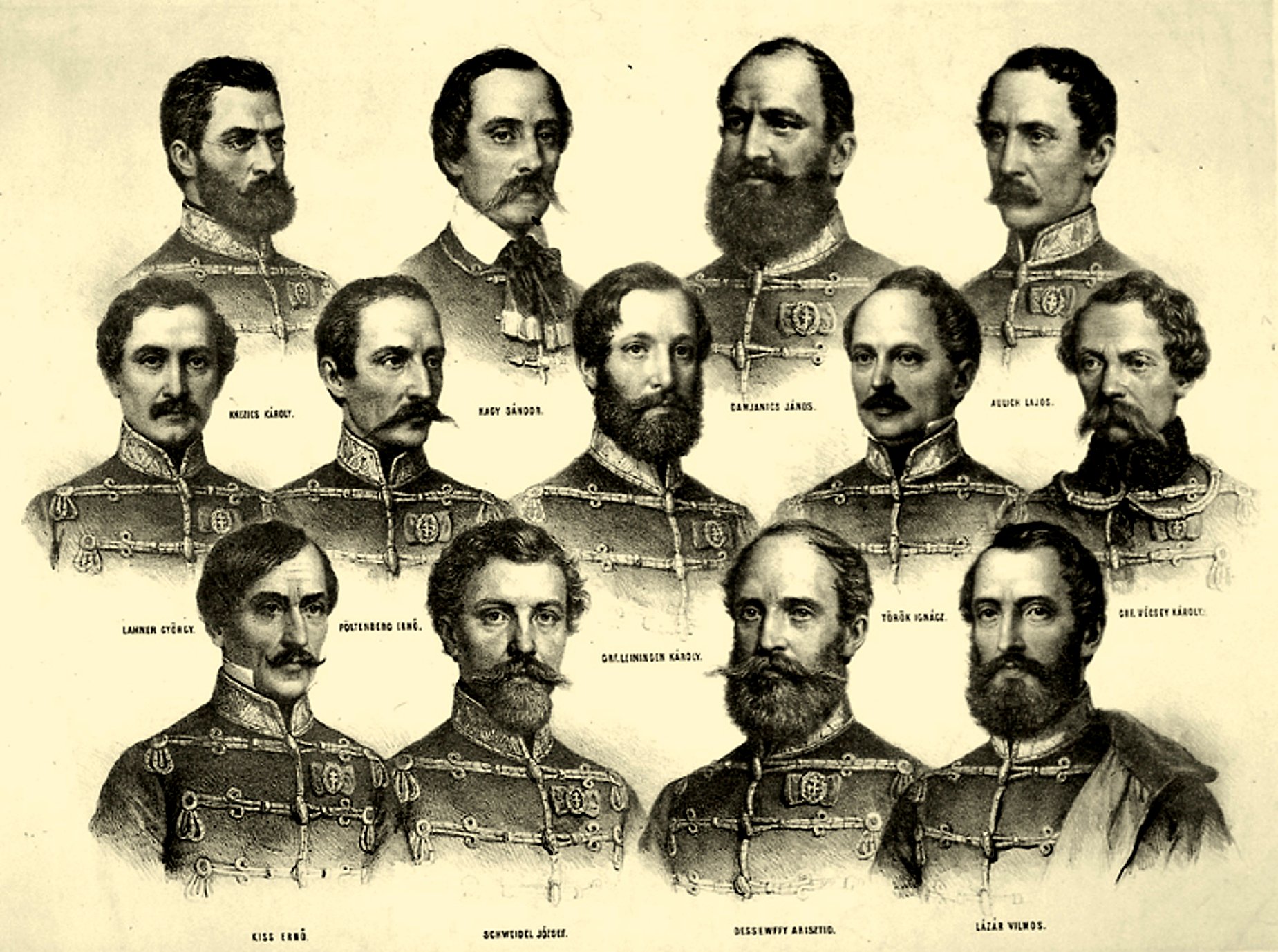
Die Märtyrer von Arad

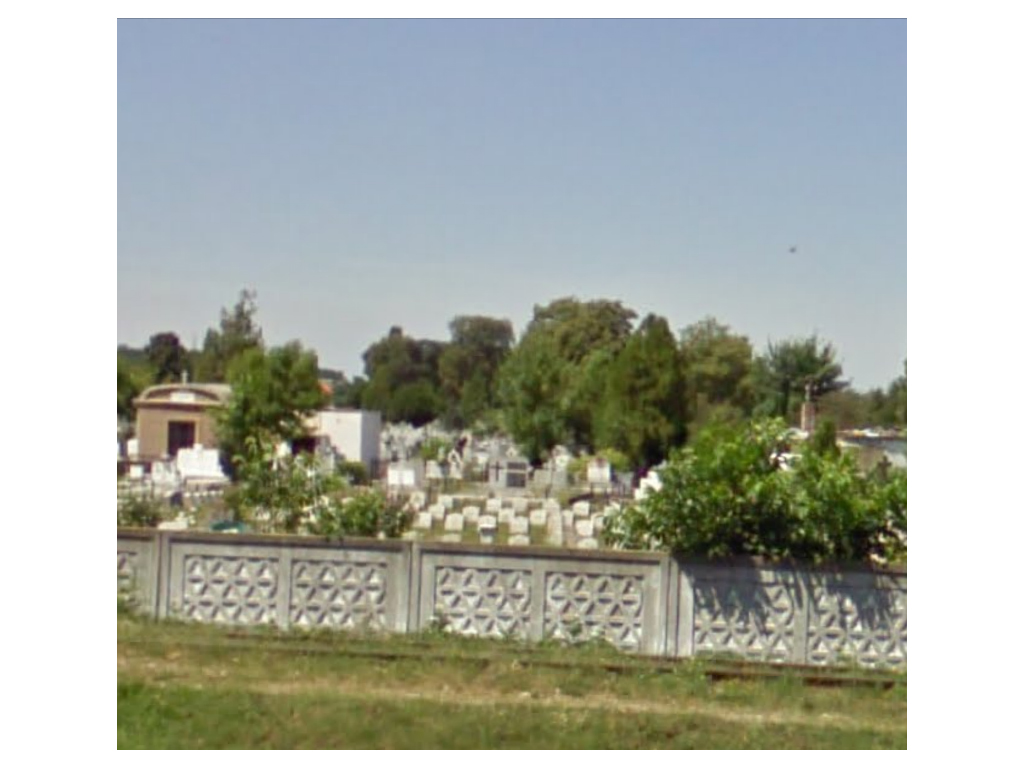
Friedhof Pomenirea in Arad–Pârneava

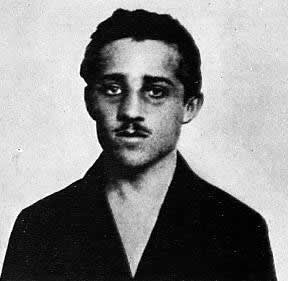
Der Attentäter von Sarajevo, Gavrilo Princip, der bekannteste Häftling der Festung

Im Jahre 1794 wurde die Arader Festung zum ersten Mal als Militärgefängnis genutzt, als 1200 französische Soldaten, die an den Napoleonischen Kriegen  beteiligt waren, als Gefangene in der Festung untergebracht wurden.
Während der Revolution von 1848/49 spielte die Festung eine Schlüsselrolle. Sie wurde von der ungarischen republikanischen Armee neun monatelang (Oktober 1848–Juni 1849) belagert. Im Sommer 1849 gelang es den Belagerern die Festung zu besetzen. Nach 46 Tagen zog die habsburgische Armee wieder in die Festung ein und benutzte diese teilweise als Militärgefängnis für über 500 Offiziere der königlich-ungarischen Armee. Die meisten der Gefangenen waren zum Tode verurteilt. Unter ihnen befanden sich auch 13 Generäle, die am 6. Oktober 1849 unter den Mauern des östlichen Außenforts hingerichtet wurden und als Märtyrer von Arad in die Geschichte eingegangen sind. Die Generäle Ernő Kiss, József Sweidel, Arisztid Dessewffy  und der Oberst Vilmos Lázár  wurden erschossen, während die Generäle Ernő Poeltenberg, János Damjanich, Lajos Aulich, György Láhner, József Nagysándor, Károly Leiningen-Westerburg, Károly Knezich, Ignác Török  und Károly Vécsey  erhängt wurden.
Im Jahre 1852 besuchte Kaiser Franz Joseph I. die Festung und verordnete einige Begnadigungen. Einer der bedeutendsten Gefangenen, der in der Festung eingekerkert war, ist der rumänische Revolutionär Eftimie Murgu.
Während des Ersten Weltkrieges kamen Tausende serbische Soldaten und Zivilisten aus Bosnien–Herzegowina hier in Haft. Zu deren Unterbringung wurde zwischen 1914 und 1918 ein Lager in den Außenforts improvisiert. Von den Inhaftierten kamen 4317 Personen an den Folgen von Typhus und schlechter Behandlung ums Leben. Sie wurden in mehreren Massengräbern auf dem Friedhof Pomenirea beerdigt. Ihnen zu Ehren wurde am Eingangstor zur Festung eine Gedenktafel angebracht.
Der bekannteste Häftling der Arader Festung war zweifelsohne Gavrilo Princip, der am 28. Juni 1914 den Thronfolger von Österreich-Ungarn, Erzherzog Franz Ferdinand und seine Gemahlin Sophie, während des Attentats von Sarajevo tötete, was zum Ausbruch des Ersten Weltkriegs führte.

## Militärgarnison
Nach dem Bau der Festung war hier das 33. Infanterieregiment, eine Einheit die an wichtigen Militäraktionen der habsburgischen Armee beteiligt war, untergebracht.
Im November 1918 wurde die Festung von französischen und serbischen Truppen besetzt und im Juli 1919 von der rumänischen Armee übernommen.
In der Zwischenkriegszeit diente die Festung wieder als Militärgarnison und beherbergte das Infanterieregiment Nr. 93 der 1. Infanteriedivision Rumäniens. Während des Zweiten Weltkriegs war das 93. Infanterieregiment an der Ostfront im Einsatz. Während der Kämpfe vom 20. November 1942 in der Kalmückensteppe, südlich von Stalingrad, verloren viele Soldaten der Arader Garnison ihr Leben.
Nach dem Waffenstillstandsabkommen zwischen Rumänien und der Sowjetunion wurde Arad am 12. September 1944 von den Truppen der Roten Armee besetzt. In der Festung wurde eine sowjetische Panzerdivision einquartiert, die 1958 abgezogen wurde.
Gleich nach dem Rückzug der Sowjets wurde in der Arader Festung ein rumänisches Panzerregiment untergebracht.
Nach der Umstrukturierung der rumänischen Armee (1995) wurde das neu gegründete Infanteriebataillon  191 Colonel Radu Golescu in der Festung stationiert. Seit 1999 ist das 191. Infanteriebataillon mit 400 Soldaten an dem rumänisch-ungarischen Friedensbataillon, Peace Support Operation (PSO), beteiligt.